# Slaveikovo, Varna
Slaveikovo (în bulgară Славейково) este un sat în comuna Provadia, regiunea Varna,  Bulgaria. 

## Demografie
Componența etnică a satului Slaveikovo
     Turci (57,62%)
     Bulgari (31,96%)
     Nicio identificare (9,68%)
     Altele (0,72%)
La recensământul din 2011, populația satului Slaveikovo era de 413 locuitori. Din punct de vedere etnic, majoritatea locuitorilor (57,62%) erau turci, cu o minoritate de bulgari (31,96%). Pentru 9,68% din locuitori nu este cunoscută apartenența etnică.